# いつも誰かに恋してるッ
『いつも誰かに恋してるッ』（いつもだれかにこいしてるっ）は、フジテレビ系列で1990年1月11日から3月22日まで放送されたテレビドラマ。1990年4月15日には、NG集を中心とした『いつも誰かに恋してるッ ぶっ飛び!!スペシャル』が放送された。
本編中に洋楽（カイリー・ミノーグ「ロコ・モーション」、ティファニー「Could've Been（思い出に抱かれて）」、アリッサ・ミラノ「DESTINY」など）を含め、放送当時前後のヒット曲が多数使用されており（挿入曲的に使用された浜田省吾「もうひとつの土曜日」の他、えすぷれっそ店内のBGMとして主に使用された）、権利の関係上著作権料の支払額が高額になるため2022年時点でBlu-rayDVDは未発売。
だが再放送は不定期で行われている。

## あらすじ
1年前の春、沖縄を旅行中だった桜井理子は、砂浜で眠っているうちに潮が満ちて溺れたところを各務築と兄の聡に助けられた。それ以来、理子は築を“沖縄の星”と思い続けて捜していたが、ある日理子が通う桜桃学院高校に築が転校してくる。築は在学していた麻布台高校で乱闘事件を起こして退学処分を受け、卒業証書欲しさに桜桃学院高校に転校してきたが、理子は沖縄で出会った時の築とのあまりの違いに驚く。

## キャスト
桜井理子
演 - 宮沢りえ
桜桃学院高校2年D組、新聞部員
各務築
演 - 真木蔵人
桜桃学院高校3年
紺野貴子
演 - 西田ひかる
桜桃学院高校3年、生徒会委員長、新聞部OB
田川久美
演 - 島崎和歌子
理子の友人・同級生、新聞部員
元木正網
演 - 大沢健
理子の幼なじみ・同級生、新聞部員
大関陽子
演 - 山田久子
理子の友人・同級生、新聞部員
折口可奈子
演 - 濱島夏子
理子の同級生、後に生徒会新委員長
みどり
演 - 秋山みどり
桜桃学院高校1年、新聞部員
小谷鉄夫
演 - 小倉久寛
桜桃学院高校2年D組担任、新聞部顧問
饗庭恭介
演 - 関口和之（サザンオールスターズ）
「えすぷれっそ」のマスター、礼子の旧友
桜井正人
演 - 蛭子能収
理子の父
桜井佐子
演 - 高橋貴代子
理子の妹
各務聡
演 - 山下真司（特別出演）
誠愛総合病院医師、築の兄、1年前に他界
河田百合
演 - 中村由真
都立高校生徒
桜桃学院高校クラスメート
演 - 島田雄一郎
理子の同級生
桜桃学院高校クラスメート
演 - 山形雄子
理子の同級生
矢沢隆司
演 - 湯江健幸
築と乱闘して退学処分となった元生徒の兄
桜井淳子
演 - 浜美枝
理子の母
矢代礼子
演 - かとうかずこ
誠愛総合病院内科医、聡の元婚約者
各務周一郎
演 - 平幹二朗
誠愛総合病院院長、築・聡の父

## スタッフ
- 脚本：金谷祐子
- 音楽：幾見雅博
- 主題歌：宮沢りえ「NO TITLIST」（CBSソニー）
- 企画：亀山千広、中尾嘉伸
- プロデュース：高橋萬彦
- 演出：小野原和宏、川上一夫、鈴木雅之
- 制作：フジテレビ、共同テレビ

## 放送日程
| 各話   | 放送日        | サブタイトル                 | 演出       |
| ------ | ------------- | ---------------------------- | ---------- |
| 第1話  | 1990年1月11日 | 世界で一番あいつがキライ     | 小野原和宏 |
| 第2話  | 1990年1月18日 | カラダを張るぞ！女の子       | 小野原和宏 |
| 第3話  | 1990年1月25日 | おとな気分でハイッスッポン!? | 小野原和宏 |
| 第4話  | 1990年2月01日 | 君の瞳をセンキョする！       | 川上一夫   |
| 第5話  | 1990年2月08日 | チョコよりもキスが好き！     | 鈴木雅之   |
| 第6話  | 1990年2月15日 | 最もアブナゲな三角関係       | 小野原和宏 |
| 第7話  | 1990年2月22日 | あいつのハートに火がついた！ | 小野原和宏 |
| 第8話  | 1990年3月01日 | 恋をしないで、もう失恋…      | 川上一夫   |
| 第9話  | 1990年3月08日 | 今夜、恋の卒業式             | 鈴木雅之   |
| 第10話 | 1990年3月15日 | さよならのキス！             | 小野原和宏 |
| 最終話 | 1990年3月22日 | 日本一のぶっ飛び娘           | 小野原和宏 |